# Austrodecus (Microdecus) fryi
Austrodecus (Microdecus) fryi là một loài nhện biển trong họ Austrodecidae. Loài này thuộc chi Austrodecus. Austrodecus (Microdecus) fryi được miêu tả khoa học năm 1994 bởi Child.